# Alptandspindel
Alptandspindel (Erigone tirolensis) är en spindelart som beskrevs av Ludwig Carl Christian Koch 1872. Alptandspindel ingår i släktet Erigone och familjen täckvävarspindlar. Arten är reproducerande i Sverige. Inga underarter finns listade i Catalogue of Life.